# Sarcoglottis magdalensis
Sarcoglottis magdalensis là một loài thực vật có hoa trong họ Lan. Loài này được (Brade & Pabst) Pabst miêu tả khoa học đầu tiên năm 1973.